# Монтања ин Валтелина
Монтања ин Валтелина (итал. Montagna in Valtellina) је насеље у Италији у округу Сондрио, региону Ломбардија.
Према процени из 2011. у насељу је живело 1973 становника. Насеље се налази на надморској висини од 554 м.

## Становништво
Према резултатима пописа становништва 2011. у општини је живело 3.031 становника.
| 1936. | 1951. | 1961. | 1971. | 1981. | 1991. | 2001. | 2011. |
| ----- | ----- | ----- | ----- | ----- | ----- | ----- | ----- |
| 2.353 | 2.452 | 2.464 | 2.551 | 2.958 | 3.031 | 2.890 | 3.031 |